# سیرداغ
سیرداغ یا سیر سرخ‌کرده یکی از چاشنی‌ها در غذاهای ایرانی است که از سرخ‌کردن سیر در روغن به دست می‌آید. آش رشته و آش لخشک از جمله غذاهایی هستند که با این چاشنی مصرف می‌شوند.